# Episodi di Dallas (serie televisiva 2012) (terza stagione)

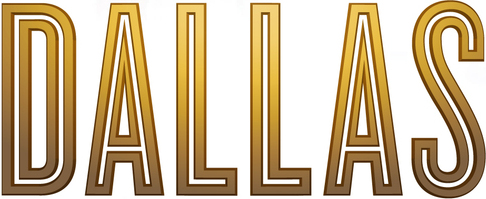
Logo di Dallas

La prima parte della terza e ultima stagione della serie televisiva Dallas è stata trasmessa in prima visione negli Stati Uniti d'America dall'emittente via cavo TNT dal 24 febbraio al 14 aprile 2014, la seconda parte è andata in onda dal 18 agosto al 22 settembre 2014.
In Italia la stagione è stata trasmessa in prima visione da Mya, canale a pagamento della piattaforma Mediaset Premium, dal 22 ottobre 2014 al 28 gennaio 2015, con un episodio a settimana. In chiaro è inedita.
| nº | Titolo originale         | Titolo italiano                 | Prima TV USA      | Prima TV Italia  |
| -- | ------------------------ | ------------------------------- | ----------------- | ---------------- |
| 1  | The Return               | Il ritorno                      | 24 febbraio 2014  | 22 ottobre 2014  |
| 2  | Trust Me                 | Fidati di me                    | 3 marzo 2014      | 29 ottobre 2014  |
| 3  | Playing Chicken          | La contesa                      | 10 marzo 2014     | 5 novembre 2014  |
| 4  | Lifting the Veil         | Solleva il velo                 | 17 marzo 2014     | 12 novembre 2014 |
| 5  | D.T.R.                   | Definire la relazione           | 24 marzo 2014     | 19 novembre 2014 |
| 6  | Like Father, Like Son    | Tale padre, tale figlio         | 31 marzo 2014     | 26 novembre 2014 |
| 7  | Like a Bad Penny         | La maledizione dell'orologio    | 7 aprile 2014     | 3 dicembre 2014  |
| 8  | When There's Smoke       | Dove c'è fumo                   | 14 aprile 2014    | 10 dicembre 2014 |
| 9  | Denial, Anger,Acceptance | Negazione, rabbia, accettazione | 18 agosto 2014    | 17 dicembre 2014 |
| 10 | Dead Reckoning           | Il vuoto nel cuore              | 25 agosto 2014    | 24 dicembre 2014 |
| 11 | Hurt                     | Il prezzo della verità          | 1º settembre 2014 | 31 dicembre 2014 |
| 12 | Victims of Love          | Negoziazioni                    | 8 settembre 2014  | 7 gennaio 2015   |
| 13 | Boxed In                 | Incastrato                      | 15 settembre 2014 | 14 gennaio 2015  |
| 14 | End Game                 | Guerra Fratricida               | 22 settembre 2014 | 21 gennaio 2015  |
| 15 | Brave New World          | L'ultimo segreto di JR          | 22 settembre 2014 | 28 gennaio 2015  |